# 橋本欣也
橋本 欣也（はしもと きんや、1964年〈昭和39年〉4月18日 - ）は、日本の政治家。鹿児島県伊佐市長（2期）。

## 来歴
本籍地は鹿児島県伊佐市大口下殿。1983年（昭和58年）3月、熊本県立矢部高等学校卒業。同年4月、農林水産省林野庁大口営林署に入署。1989年（平成元年）3月、同署を退署。
1992年（平成4年）4月、大口市役所に入庁。伊佐市教育委員会社会教育課長。
2020年（令和2年）3月、伊佐市役所を退職。同年11月15日に行われた伊佐市長選挙に立候補し、元菱刈町長の神園勝喜、元市議の山下和義らを破り初当選した。11月30日、市長就任。
※当日有権者数：21,537人 最終投票率：73.25%（前回比：＋1.70pts）
| 候補者名 | 年齢 | 所属党派 | 新旧別 | 得票数  | 得票率 | 推薦・支持 |
| -------- | ---- | -------- | ------ | ------- | ------ | ---------- |
| 橋本欣也 | 56   | 無所属   | 新     | 6,868票 | 44.01% |            |
| 神園勝喜 | 70   | 無所属   | 新     | 5,303票 | 33.98% |            |
| 山下和義 | 70   | 無所属   | 新     | 3,433票 | 22.00% |            |

2024年（令和6年）11月17日に行われた市長選挙で無職の遠矢寿子、元市議の森山良和らを破り再選。※当日有権者数：19,538人 最終投票率：69.16%（前回比：-4.09pts）
開票結果は、当選 橋本欣也（60歳）無所属 現 5,328票（39.85%）、遠矢寿子（62歳）無所属 新 4,393票（32.86%）、森山良和（40歳）無所属 新 3,649票（27.29%）だった。